# Жолт Нодь
Жолт Нодь (угор. Nagy Zsolt, нар. 23 березня 1979, Дебрецен, Угорщина) — угорський футболіст, нападник.

### Кар'єра
Почав займатися футболом у рідному «Дебрецені». У березні 1994 року Жолт був залучений до роботи з однією з клубних команд. У сезоні 1995–1996 років чемпіонату Угорщини провів 4 матчі за основний склад «Дебрецена». Пізніше грав за «Хайдусобосло», кіпрську «Доксу» та угорські клуби: «Чепель», «Марцалі», «Лайтовертеш». Взимку 2003 року перейшов до українського ПФК «Олександрія». В Вищій лізі дебютував 23 березня 2003 року в матчі проти криворізького «Кривбасу» (0:0). Влітку 2003 року перейшов до вінницької «Ниви». У Першій лізі провів 41 матч і забив 9 м'ячів. У зимове міжсезоння 2005 року перейшов в ужгородську «Говерлу», хоча міг перейти в сімферопольську «Таврію» , алчевську «Сталь», харківський «Металіст» та російську «Москву». Провів у «Говерлі» 12 матчів і забив 2 голи у Вищій лізі. Влітку 2005 року перейшов в одеський «Чорноморець». У команді дебютував 12 липня 2005 року в матчі проти київського «Арсеналу» (1:1). У січні 2006 року залишив «Чорноморець», перейшовши до запорізького «Металурга». У результаті опинився в оренді угорського клуба «Вашаш». У серпні 2007 року став гравцем івано-франківського клубу «Прикарпаття». У клубі дебютував 24 серпня 2007 року в матчі проти бурштинського «Енергетика» (2:2). У 2008 році покинув «Прикарпаття», після грав за кіпрські «Атромітос» та «АСІЛ».

### Кар'єра у збірній
Виступав за юнацьку збірну Угорщини, де грав разом з Ласло Боднаром. У вересні 2005 року з'явилася інформація що Жолт може бути викликаний в збірну Угорщини. Асистент головного тренера збірної Лотара Маттеуса, раніше приїжджав в Україну, для перегляду гри Жолта в ході весняної частини сезону 2004–2005 років, коли Жолт Нодь виступав у ужгородській «Говерлі». У збірній Угорщини так і не зіграв.

## Статистика
| Сезон     | Клуб                 | Ліга       | Чемпіонат | Чемпіонат | Кубок | Кубок | Загалом | Загалом |
| Сезон     | Клуб                 | Ліга       | Матчі     | Голи      | Матчі | Голи  | Матчі   | Голи    |
| --------- | -------------------- | ---------- | --------- | --------- | ----- | ----- | ------- | ------- |
| 2002—2003 | ПФК «Олександрія»    | Вища ліга  | 5         | —         | —     | —     | 5       | —       |
| 2003—2004 | «Нива» В             | Перша ліга | 29        | 5         | 2     | 2     | 31      | 7       |
| 2004—2005 | «Нива» В             | Перша ліга | 12        | 4         | 5     | 2     | 29      | 8       |
| 2004—2005 | «Говерла»            | Перша ліга | 12        | 2         | —     | —     | 29      | 8       |
| 2005—2006 | «Чорноморець» О      | Вища ліга  | 8         | 1         | 1     | —     | 9       | 1       |
| 2007—2008 | ПФК «Прикарпаття» ІФ | Перша ліга | 18        | 1         | —     | —     | 18      | 1       |
| Всього:   | Всього:              | Вища ліга  | 13        | 1         | 1     | —     | 14      | 1       |
| Всього:   | Всього:              | Перша ліга | 71        | 12        | 7     | 5     | 78      | 17      |